# G 180-060
G 180-060 is een rode dwerg met een spectraalklasse van M6.V. De ster bevindt zich 36,72 lichtjaar van de zon.